# Davisia newfoundlandia
Davisia newfoundlandia is een microscopische parasiet uit de familie Sinuolineidae. Davisia newfoundlandia werd in 1973 beschreven door Yoshino & Noble. 